# Florimont-Gaumier
Florimont-Gaumier är en kommun i departementet Dordogne i regionen Nouvelle-Aquitaine i sydvästra Frankrike. Kommunen ligger i kantonen Domme som tillhör arrondissementet Sarlat-la-Canéda. År 2022 hade Florimont-Gaumier 163 invånare.

## Befolkningsutveckling
Antalet invånare i kommunen Florimont-Gaumier
Referens:INSEE